# 保羅·梅內古齊
保羅·梅內古齊（義大利語：Paolo Meneguzzi；1976年12月6日—），出生於瑞士的義大利歌手。是Loredana Pacchiani和Gomez Meneguzzo的兒子。

## 生涯
1996年，在智利的Viña del Mar國際音樂節上嶄露頭角，以歌曲《Aria, Ariò》獲得第一名。次年3月7日，發行了首張專輯《Por amor》。
2001年，在義大利的聖雷莫音樂節上首次登台演唱，以一首《Ed io non ci sto più》獲得第七名。2005年再次於聖雷莫音樂節演唱，並在兩週後發行了專輯《Favola》，此張專輯在兩週之内賣出了二十萬張。
2007年10月26日，代表母國瑞士，參加了在南斯拉夫首都貝爾格萊德所舉行的歐洲電視歌曲大賽，以自己的代表作《Era stupendo》與18位來自不同国家的歌手同台較勁，但最終沒能進入前十名。